# Diplotaxis femoralis
Diplotaxis femoralis är en skalbaggsart som beskrevs av Patricia Vaurie 1960. Diplotaxis femoralis ingår i släktet Diplotaxis och familjen Melolonthidae. Inga underarter finns listade i Catalogue of Life.